# Segunda Divisão Espanhola de 2016–17
A Segunda Divisão Espanhola de 2016–17, também conhecida por motivos publicitários como La Liga 1|2|3, foi a 86.ª edição do segundo nível do campeonato espanhol.

## Sistema de competição
A Segunda Divisão da Espanha 2015-16 foi organizado pela Liga Nacional de Fútbol Profesional (LFP).
Como nas temporadas anteriores, a competição foi composta por 22 clubes em toda a Espanha. Seguindo um sistema de pontos corridos, as 22 equipes se confrontaram em um formato de todos contra todos em jogos de ida e volta totalizando 42 partidas. A ordem dos jogos foi decidida por sorteio realizado antes do início da competição.
A classificação final foi estabelecida de acordo com a soma dos pontos ganhos em cada confronto, três para uma vitória, um por um empate e nenhum em caso de derrota. Se duas equipes se igualarem em pontos no final do campeonato, os critérios para desempatar a classificação são os seguintes:
1. Saldo de gols no confronto direto.
2. Saldo de gols em todas as partidas do campeonato.

Se três ou mais equipes estiverem empatadas em pontos, os critérios de desempate são:
1. Melhor pontuação no confronto direto entre os clubes envolvidos.
2. Saldo de gols no confronto direto entre os clubes envolvidos.
3. Saldo de gols em todas as partidas do campeonato.
4. O maior número de golos marcados considerando todos os jogos do campeonato.
5. O melhor clube classificado nos escalas de fair play.

## Mudança de times
| Pos | Promovidos à Primeira Divisão |
| --- | ----------------------------- |
| 1º  | Alavés                        |
| 2º  | Leganés                       |
| 6°  | Osasuna (Play-offs)           |

| Pos | Rebaixados da Primeira Divisão |
| --- | ------------------------------ |
| 18º | Rayo Vallecano                 |
| 19º | Getafe                         |
| 20º | Levante                        |

| Pos | Promovidos da Terceira Divisão |
| --- | ------------------------------ |
| 1º  | UCAM Murcia                    |
| 2º  | Reus Deportiu                  |
| 3º  | Sevilla Atlético               |
| 4º  | Cádiz                          |

| Pos | Rebaixados à Terceira Divisão |
| --- | ----------------------------- |
| 19º | Ponferradina                  |
| 20º | Llagostera                    |
| 21º | Albacete                      |
| 22º | Bilbao Athletic               |

## Equipes Participantes
| Equipe           | Cidade                 | Treinador                   | Estádio                   | Capacidade | Material Esportivo |
| ---------------- | ---------------------- | --------------------------- | ------------------------- | ---------- | ------------------ |
| Alcorcón         | Alcorcón               | Julio Velázquez             | Santo Domingo             | 7000       | Erreà              |
| Almería          | Almeria                | Luis Miguel Ramis           | Juegos Mediterráneos      | 21350      | Nike               |
| Cádiz            | Cádis                  | Álvaro Cervera              | Ramón de Carranza         | 22000      | Adidas             |
| Córdoba          | Córdova                | Luis Carrión                | Nuevo Arcángel            | 21822      | Kappa              |
| Elche            | Elche                  | Vicente Parras              | Manuel Martínez Valero    | 36017      | Kelme              |
| Getafe           | Getafe                 | José Bordalás               | Coliseum Alfonso Pérez    | 17700      | Joma               |
| Gimnàstic        | Tarragona              | Nano Rivas                  | Nou Estadi                | 16600      | Hummel             |
| Girona           | Girona                 | Pablo Machín                | Montilivi                 | 9282       | Kappa              |
| Huesca           | Huesca                 | Juan Antonio Anquela        | El Alcoraz                | 5500       | Bemiser            |
| Levante          | Valência               | Juan Ramón López Muñiz      | Cidade de Valência        | 25534      | Macron             |
| Lugo             | Lugo                   | Luis César Sampedro         | Anxo Carro                | 7840       | Hummel             |
| Mallorca         | Palma de Maiorca       | Sergi Barjuán               | Iberostar                 | 23142      | Umbro              |
| Mirandés         | Miranda de Ebro        | Pablo Alfaro                | Anduva                    | 6000       | Adidas             |
| Numancia         | Sória                  | Jagoba Arrasate             | Nuevo Los Pajaritos       | 6000       | Erreà              |
| Rayo Vallecano   | Madrid                 | Míchel                      | Vallecas Campo de Futebol | 15500      | Kelme              |
| Real Oviedo      | Oviedo                 | Fernando Hierro             | Novo Carlos Tartiere      | 29862      | Adidas             |
| Reus Deportiu    | Reus                   | Natxo González              | Camp Nou Municipal        | 4847       | Kappa              |
| Sevilla Atlético | Sevilha                | Diego Martínez Penas        | Ramón Sánchez Pizjuán     | 42500      | New Balance        |
| Tenerife         | Santa Cruz de Tenerife | Pep Lluís Martí             | Heliodoro Rodríguez López | 23660      | Hummel             |
| UCAM Murcia      | Múrcia                 | Francisco Rodríguez Vílchez | La Condomina              | 13500      | Nike               |
| Valladolid       | Valladolid             | Paco Herrera                | José Zorilla              | 26512      | Hummel             |
| Zaragoza         | Saragoça               | César Láinez                | La Romareda               | 34596      | Adidas             |

## Equipes por Comunidade Autônoma
| Com. Autônoma         | N. | Equipes                                    |
| --------------------- | -- | ------------------------------------------ |
| Andaluzia             | 4  | Almería, Cádiz, Córdoba e Sevilla Atlético |
| Castela e Leão        | 3  | Numancia, Mirandés e Valladolid            |
| Catalunha             | 3  | Gimnàstic, Girona e Reus Deportiu          |
| Comunidade de Madrid  | 3  | Getafe, Rayo Vallecano e Alcorcón          |
| Aragão                | 2  | Huesca e Zaragoza                          |
| Comunidade Valenciana | 2  | Elche e Levante                            |
| Astúrias              | 1  | Real Oviedo                                |
| Galiza                | 1  | Lugo                                       |
| Ilhas Baleares        | 1  | Mallorca                                   |
| Canárias              | 1  | Tenerife                                   |
| Região de Múrcia      | 1  | UCAM Murcia                                |

## Classificação
Atualizado em 11 de junho de 2017
| Pos | Equipes          | Pts | J  | V  | E  | D  | GM | GS | SG  | Classificação ou rebaixamento               |
| --- | ---------------- | --- | -- | -- | -- | -- | -- | -- | --- | ------------------------------------------- |
| 1   | Levante          | 84  | 42 | 25 | 9  | 8  | 57 | 32 | +25 | Promoção à La Liga de 2017–18               |
| 2   | Girona           | 70  | 42 | 20 | 10 | 12 | 65 | 45 | +20 | Promoção à La Liga de 2017–18               |
| 3   | Getafe           | 68  | 42 | 18 | 14 | 10 | 55 | 43 | +12 | Classificação para os play-offs             |
| 4   | Tenerife         | 66  | 42 | 16 | 18 | 8  | 50 | 37 | +13 | Classificação para os play-offs             |
| 5   | Cádiz            | 64  | 42 | 16 | 16 | 10 | 55 | 40 | +15 | Classificação para os play-offs             |
| 6   | Huesca           | 63  | 42 | 16 | 15 | 11 | 53 | 43 | +10 | Classificação para os play-offs             |
| 7   | Valladolid       | 63  | 42 | 18 | 9  | 15 | 52 | 47 | +5  |                                             |
| 8   | Real Oviedo      | 61  | 42 | 17 | 10 | 15 | 47 | 47 | +0  |                                             |
| 9   | Reus Deportiu    | 55  | 42 | 13 | 16 | 13 | 31 | 29 | +2  |                                             |
| 10  | Lugo             | 55  | 42 | 14 | 13 | 15 | 49 | 52 | –3  |                                             |
| 11  | Córdoba          | 54  | 42 | 14 | 13 | 15 | 42 | 52 | –10 |                                             |
| 12  | Rayo Vallecano   | 53  | 42 | 14 | 11 | 17 | 44 | 44 | +0  |                                             |
| 13  | Sevilla Atlético | 53  | 42 | 13 | 14 | 15 | 55 | 56 | –1  |                                             |
| 14  | Gimnàstic        | 52  | 42 | 12 | 16 | 14 | 47 | 51 | –4  |                                             |
| 15  | Almería          | 51  | 42 | 14 | 9  | 19 | 44 | 49 | –5  |                                             |
| 16  | Zaragoza         | 50  | 42 | 12 | 14 | 16 | 50 | 52 | –2  |                                             |
| 17  | Numancia         | 50  | 42 | 11 | 17 | 14 | 40 | 49 | –9  |                                             |
| 18  | Alcorcón         | 50  | 42 | 13 | 11 | 18 | 32 | 43 | –11 |                                             |
| 19  | UCAM Murcia      | 48  | 42 | 11 | 15 | 16 | 42 | 51 | –9  | Zona de Rebaixamento à Segunda B de 2017-18 |
| 20  | Mallorca         | 45  | 42 | 9  | 18 | 15 | 42 | 50 | –8  | Zona de Rebaixamento à Segunda B de 2017-18 |
| 21  | Elche            | 43  | 42 | 11 | 10 | 21 | 49 | 63 | –14 | Zona de Rebaixamento à Segunda B de 2017-18 |
| 22  | Mirandés         | 41  | 42 | 9  | 14 | 19 | 40 | 66 | –26 | Zona de Rebaixamento à Segunda B de 2017-18 |

### Play-offs

#### Esquema
|  | Semifinais | Semifinais | Semifinais | Semifinais |   |          | Final | Final | Final | Final |
|  |            |            |            |            |   |          |       |       |       |       |
|  | Cádiz      | 1          | 0          | 1          |   |          |       |       |       |       |
|  | Tenerife   | 0          | 1          | 1          |   |          |       |       |       |       |
|  | Tenerife   | 0          | 1          | 1          |   | Tenerife | 1     | 1     | 2     |       |
|  |            |            |            |            |   | Tenerife | 1     | 1     | 2     |       |
|  |            | Getafe     | 0          | 3          | 3 |          |       |       |       |       |
|  | Huesca     | Getafe     | 0          | 3          | 3 | 2        | 0     | 2     |       |       |
|  | Huesca     |            |            |            |   | 2        | 0     | 2     |       |       |
|  | Getafe     | 2          | 3          | 5          |   |          |       |       |       |       |

#### Semifinais

##### Jogos de Ida
| 14 de maio de 2017 | Huesca                                     | 2 – 2     | Getafe                     | El Alcoraz, Huesca                                  |
| 21:00 (UTC+2)      | Vinícius Araújo 76' · Juanjo Camacho 90+4' | Relatório | 52' (pen) 74' Jorge Molina | Público: 4 867 Árbitro: Gorostegui Fernández-Ortega |

| 15 de maio de 2017 | Cádiz           | 1 – 0     | Tenerife | Ramón de Carranza, Cádis                      |
| 21:00 (UTC+2)      | Ager Aketxe 64' | Relatório |          | Público: 16 493 Árbitro: Arcediano Monescillo |

##### Jogos de Volta
| 17 de maio de 2017 | Getafe                                   | 3 – 0     | Huesca | Coliseum Alfonso Pérez, Getafe         |
| 21:00 (UTC+2)      | Cala 36' · Dani Pacheco 63' · Fuster 74' | Relatório |        | Público: 13 013 Árbitro: Pérez Montero |

Getafe venceu por 5 a 2 no placar agregado e avançou para à final.
| 18 de maio de 2017 | Tenerife      | 1 – 0 (pro) | Cádiz | Heliodoro Rodríguez López, Santa Cruz de Tenerife |
| 21:00 (UTC+2)      | Shibasaki 34' | Relatório   |       | Público: 20 761 Árbitro: Areces Franco            |

Tenerife avançou para à final por ter feito melhor campanha na primeira fase.

#### Final

##### Jogo de Ida
| 21 de junho de 2017 | Tenerife  | 1 – 0     | Getafe | Heliodoro Rodríguez López, Santa Cruz de Tenerife |
| 21:00 (UTC+2)       | Sáenz 22' | Relatório |        | Público: 21 450 Árbitro: Arias López              |

##### Jogo de Volta
| 24 de junho de 2017 | Getafe                            | 3 – 1     | Tenerife   | Coliseum Alfonso Pérez, Getafe           |
| 21:00 (UTC+2)       | Faurlin 9' · Dani Pacheco 12' 37' | Relatório | 17' Lozano | Público: 15 380 Árbitro: Prieto Iglesias |

Getafe venceu por 3 a 2 no agregado e disputará a La Liga 2017–18.

## Estatísticas

### Artilheiros
Atualizado em 11 de junho de 2017
| Pos. | Jogador       | Equipe           | Gols |
| ---- | ------------- | ---------------- | ---- |
| 1    | Joselu        | Lugo             | 23   |
| 2    | Roger Martí   | Levante          | 22   |
| 3    | Ángel         | Zaragoza         | 21   |
| 4    | Jorge Molina  | Getafe           | 20   |
| 5    | Ortuño        | Cádiz            | 17   |
| 5    | Toché         | Real Oviedo      | 17   |
| 7    | Quique        | Almería          | 16   |
| 8    | Jona Mejía    | UCAM Murcia      | 15   |
| 9    | Samuele Longo | Girona           | 14   |
| 9    | Marc Gual     | Sevilla Atlético | 14   |
| 9    | Raúl de Tomás | Valladolid       | 14   |
| 9    | Ivi López     | Sevilla Atlético | 14   |

### Hat-tricks
Atualizado em 11 de junho de 2017
| Jogador   | Para             | Contra     | Resultado | Data                 | Ref.   |
| --------- | ---------------- | ---------- | --------- | -------------------- | ------ |
| Brandon   | Mallorca         | Huesca     | 3–0       | 9 de outubro de 2016 | [ 51 ] |
| Marc Gual | Sevilla Atlético | Valladolid | 6–2       | 16 de abril de 2017  | [ 52 ] |